# Абаджян, Гаррий Артушевич
Гаррий Артушевич Абаджян (19 ноября 1939, Запорожье — 28 февраля 2024) — украинский музыкант-фаготист, педагог. Заслуженный деятель искусств Украины (1993). Народный артист Украины (2010). Профессор. Кандидат искусствоведения (1982).

## Биография
В 1968 окончил Харьковский институт искусств.
С 1969 года работал в оркестре Харьковского государственного академического театра оперы и балета имени Николая Лысенко (1969—1975 — солист).
Одновременно с 1979 — преподаватель по классу фагота в Харьковском институте искусств (ныне университете), в 1983-2017 — заведующий кафедрой оркестровых, духовых и ударных инструментов, в 2005-2021 — проректор по учебной работе.
Преподаватель Харьковской специализированной музыкальной школы-интерната (ныне — Харьковского государственного музыкального лицея).
С 1993 — основатель и художественный руководитель Молодёжного симфонического оркестра «Слобожанский».
В 2006 году стал лауреатом харьковской премии «Народное признание» в номинации «Музыка».

## Избранные публикации
- Новая методика преподавания на духовых инструментах. — К., 1981
- Новое в вибрато на фаготе. — Харьков, 1984